# Janauaria amazonica
Janauaria amazonica — вид грибів, що належить до монотипового роду  Janauaria.